# واین هیل (کالیفرنیا)
واین هیل (به انگلیسی: Vine Hill) یک منطقهٔ مسکونی در ایالات متحده آمریکا است که در شهرستان کنترا کوستا، کالیفرنیا واقع شده‌است. واین هیل ۳٫۸۹۴ کیلومتر مربع مساحت و ۳٬۷۶۱ نفر جمعیت دارد و ۹٫۱۴ متر بالاتر از سطح دریا واقع شده‌است.